# Macintosh Classic
O Macintosh Classic (codinome XO) é um computador pessoal fabricado pela Apple de 15 de outubro de 1990 a 14 de setembro de 1992. Foi o primeiro Macintosh vendido a US$1,000. Ele tomou o lugar do popular Macintosh Plus e Macintosh SE. Na arquitetura, performance, e características, é bem idêntico ao SE, mas com menos custo, resultado de novas formas de produção.
As especificações do sistema do Classic são muito semelhantes às de seus predecessores, com o mesmo monitor CRT monocromático de 9 polegadas (23 cm), resolução de 512 × 342 pixels e limite de memória de 4 megabytes (MB) dos computadores Macintosh mais antigos.
A decisão da Apple de não atualizar o Classic com tecnologia mais recente, como uma CPU mais recente, maior capacidade de RAM ou tela colorida resultou em críticas dos analistas, com a Macworld descrevendo-a como "nada a regozijar além de seu preço baixo" e "nada excepcional ". Mas garantiu a compatibilidade com a então saudável base de software do Mac, bem como permitiu que ele se encaixasse no preço mais baixo que a Apple pretendia para ele. No entanto, o Classic apresentou várias melhorias em relação ao antigo Macintosh Plus, que ele substituiu como o computador Mac de gama baixa da Apple. Ele era até 25 por cento mais rápido que o Plus e incluía uma unidade de disquete Apple SuperDrive de 3,5 polegadas (9 cm) como padrão.
O Classic é uma adaptação do design industrial Macintosh 128K de Jerry Manock e Terry Oyama 1984, como o anterior Macintosh SE. A Apple lançou duas versões. O preço e a disponibilidade do software educacional levaram à popularidade do Classic na educação. Foi vendido junto com o mais poderoso Macintosh Classic II em 1991 até sua descontinuação no ano seguinte.

## História

### Desenvolvimento
Depois que o cofundador da Apple, Steve Jobs, deixou a Apple em 1985, o desenvolvimento do produto foi entregue a Jean-Louis Gassée, ex-gerente da Apple na França. Gassée empurrou consistentemente a linha de produtos da Apple em duas direções, em direção a mais "abertura" em termos de expansibilidade e interoperabilidade, e em direção a preços mais altos. Gassée argumentou por muito tempo que a Apple não deveria comercializar seus computadores para o segmento inferior do mercado, onde os lucros eram escassos, mas sim se concentrar no segmento superior e margens de lucro mais altas. Ele ilustrou o conceito usando um gráfico que mostra a relação preço–desempenho de computadores com máquinas de baixo custo e baixa potência no canto inferior esquerdo e máquinas de alto custo e alta potência no canto superior direito. A meta de "alta direita" tornou-se um mantra entre a alta administração, que dizia "cinquenta e cinco ou morra", referindo-se à meta de Gassée de uma margem de lucro de 55%.
A política de alta direita levou a uma série de máquinas com preços cada vez maiores. Os planos originais do Macintosh exigiam um sistema de cerca de US$ 1.000, mas na época ele havia se transformado da visão original de Jef Raskin de uma máquina fácil de usar para compor documentos de texto para o conceito de Jobs incorporando ideias colhidas durante uma viagem ao Xerox PARC, o O preço de tabela do Mac havia disparado para US$ 2.495.
Com a "baixa esquerda" do mercado que havia abandonado anos antes, crescendo com os Turbo XTs, e sendo ignorado na ponta das estações de trabalho UNIX de empresas como Sun Microsystems e SGI, a sorte da Apple na década de 1980 mudou rapidamente. A temporada de Natal de 1989 trouxe esse ponto para casa, com a primeira queda nas vendas em anos, e uma queda de 20% no preço das ações da Apple no trimestre.
Em janeiro de 1990, Gassée renunciou e sua autoridade sobre o desenvolvimento de produtos foi dividida entre vários sucessores. Muitos engenheiros da Apple há muito vinham pressionando por opções de custo mais baixo a fim de aumentar a participação no mercado e aumentar a demanda em todo o espectro de preços. Com a saída de Gassée, uma corrida começou para introduzir rapidamente uma série de máquinas de baixo custo. Três pontos de mercado foram identificados: uma máquina de custo muito baixo que custava US$ 1.000, uma máquina de baixo custo com gráficos coloridos e uma máquina colorida mais sofisticada para uso em pequenas empresas. Com o tempo, eles se desenvolveriam como Classic, Macintosh LC e Macintosh IIsi.

### Lançamento
A revista MacWEEK relatou em 10 de julho de 1990, que a Apple pagou US$ 1 milhão à Modular Computer Systems Inc., uma subsidiária da Daimler-Benz AG, pelo direito de usar o nome "Classic" como parte de um contrato de cinco anos. A Apple não renovou o contrato quando ele terminou. A MacWEEK especulou que o Macintosh Classic usaria o mesmo microprocessador Motorola 68000 de 8 megahertz (MHz) e tela de 23 cm (9 polegadas) como seus predecessores e que o Classic teria um preço de US$ 1.500 a US$ 2.150.